# Gerwen

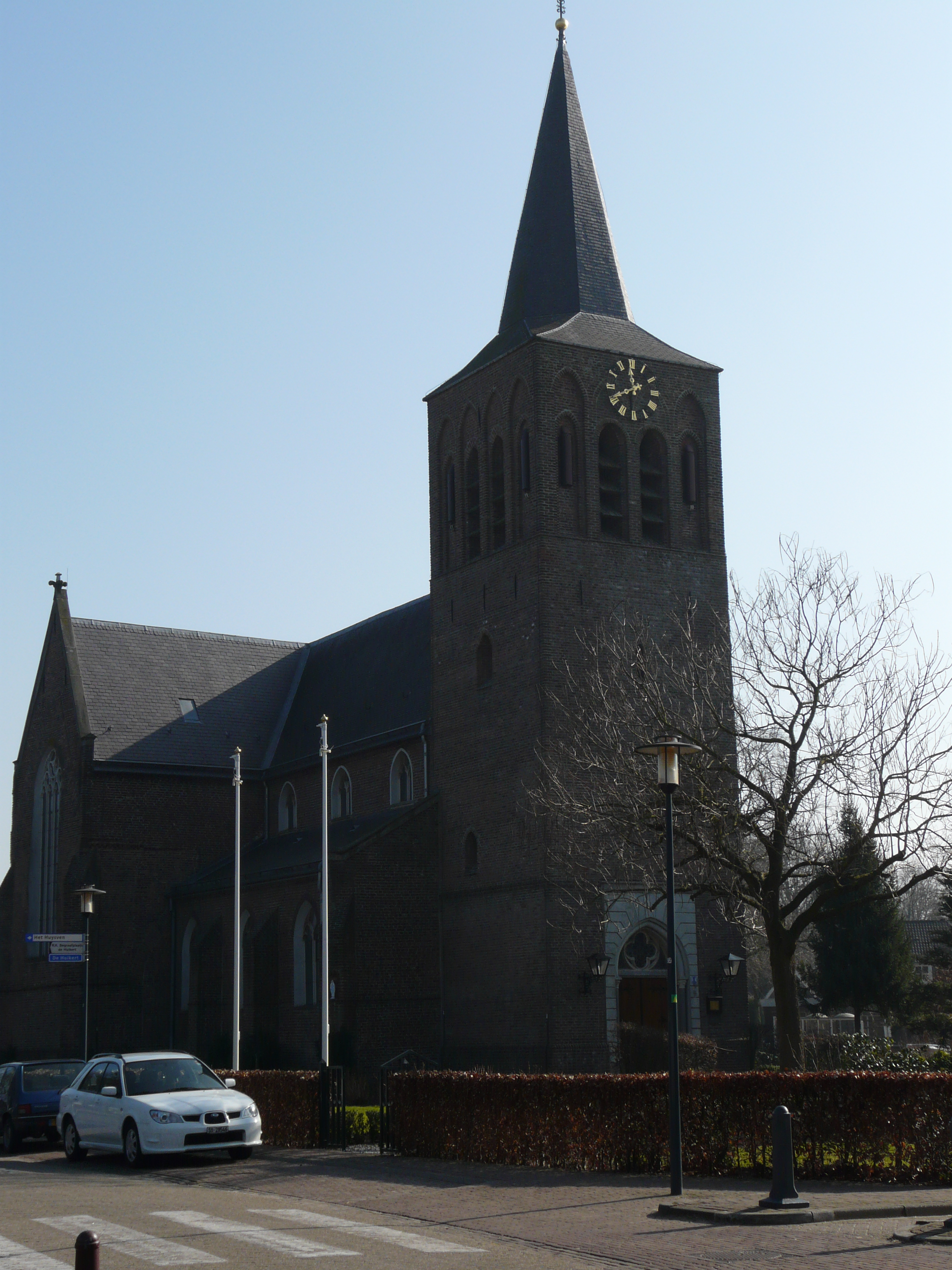
Sint-Clemenskerk

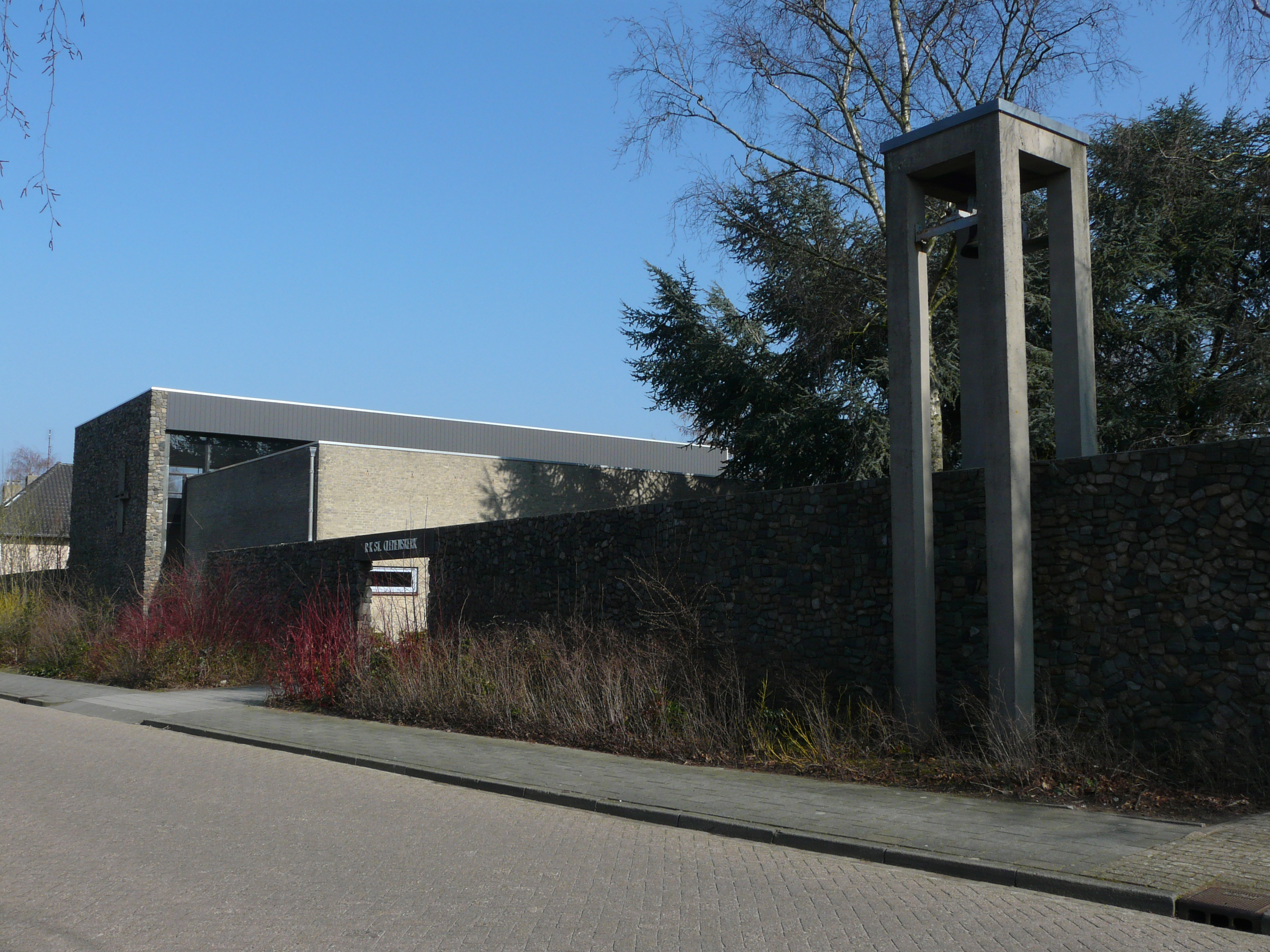
Nieuwe Sint-Clemenskerk

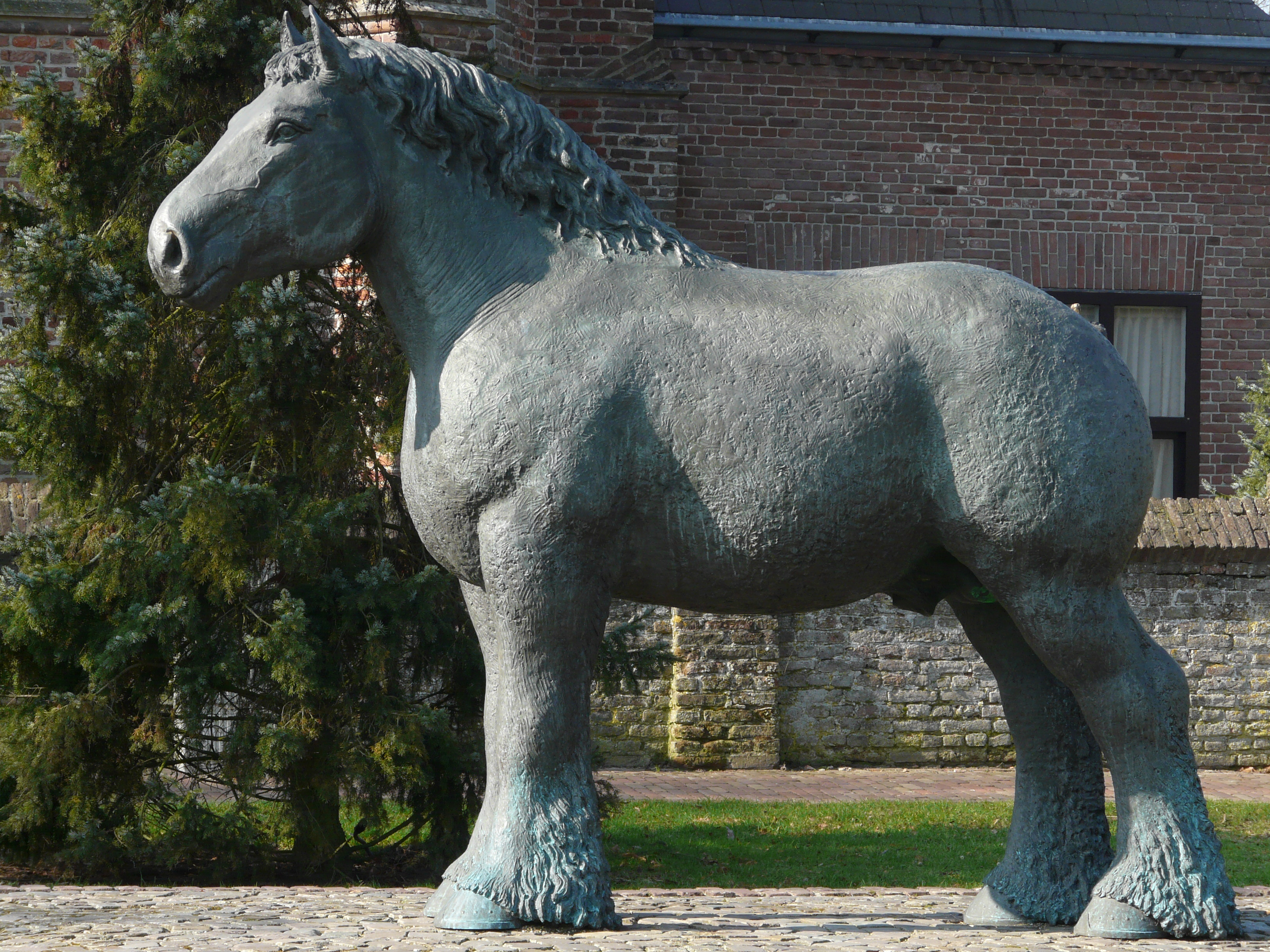
Het Nederlandse Trekpaard

Gerwen is een plaats  in de gemeente Nuenen, Gerwen en Nederwetten in de Nederlandse provincie Noord-Brabant, gelegen in de Meierij van 's-Hertogenbosch. Gerwen is de oudste plaats van de gemeente. Hoewel het huidige kerkdorp pas in de negentiende eeuw is ontstaan, was de kerk er al veel eerder, maar deze stond op een wat hogere plaats, nu "Heuvel", te midden van verspreide boerderijen. Voor de postadressen valt Gerwen onder woonplaats Nuenen.
De naam is afgeleid van Gerwins-heim, ofwel de woonplaats van Gerwin, een Germaans stamhoofd.

## Bezienswaardigheden
- De oude Sint-Clemenskerk, een 15e-eeuws bouwwerk met toren en een neogotisch interieur.
- De nieuwe Sint-Clemenskerk is een ruime en lichte moderne kerk die werd gebouwd in 1967, in gebruik genomen in de kerstnacht van 1967, en die ingewijd werd in 1968. In deze tijd leek het aantal gelovigen toe te nemen en was de oude kerk te klein geworden. De architect was E. Nijsten uit Vught. De kerk bezit enkele kunstwerken, zoals terracotta kruiswegstaties, die afkomstig zijn uit de Franciscuskerk te Nijmegen en gemaakt door Schoenmakers in 1956. Ook is er een glas-in-beton raam en zijn er enkele gebrandschilderde ramen die afkomstig zijn uit de oude pastorie.
- Achter de Oude Sint-Clemenskerk bevindt zich een bronzen beeld van Het Nederlandse Trekpaard. Het is gemaakt door Toon Grassens uit Gemert en geplaatst in 1990. Het stelt een paard van het koudbloedras voor en wordt in de volksmond de Bèlse knol genoemd. Eens per jaar vindt hier de veulenkeuring plaats.

## Natuurgebieden
- Ten oosten van Gerwen ligt de Gerwense heide met enkele vennen, waarvan het Kamerven in Stiphout het grootste is. Dit ligt in een open heidegebied.

- Ten westen van Gerwen ligt een oud cultuurgebied met de buurtschappen Alvershool, Het Rullen, Het Laar en Stad van Gerwen. Hier liggen ook enkele broekbosjes.

- Het Spekt is de naam van een buurtschap, maar ook de naam van een natuurgebiedje ten westen van Gerwen, dat bestaat uit enkele schraalgraslanden. Hier komt onder meer de Spaanse ruiter voor.

## Bekende Gerwenaren

### Geboren
- Frits van Kemenade (1899-1991), politicus en bestuurder
- Paulus Schäfer (31 maart 1978), Gipsy Jazz gitarist

### Woonachtig
- A.M. Frenken (1879-1968), pastoor te Gerwen en heemkundige
- Jan van Eyk (1927-1988), kunstenaar

## Nabijgelegen kerkdorpen
Lieshout, Aarle-Rixtel, Stiphout, Nuenen, Nederwetten, Son en Breugel.